# Galifa
Galifa es una población y  diputación del término municipal de Cartagena en la comunidad autónoma de Murcia en España.

## Ubicación

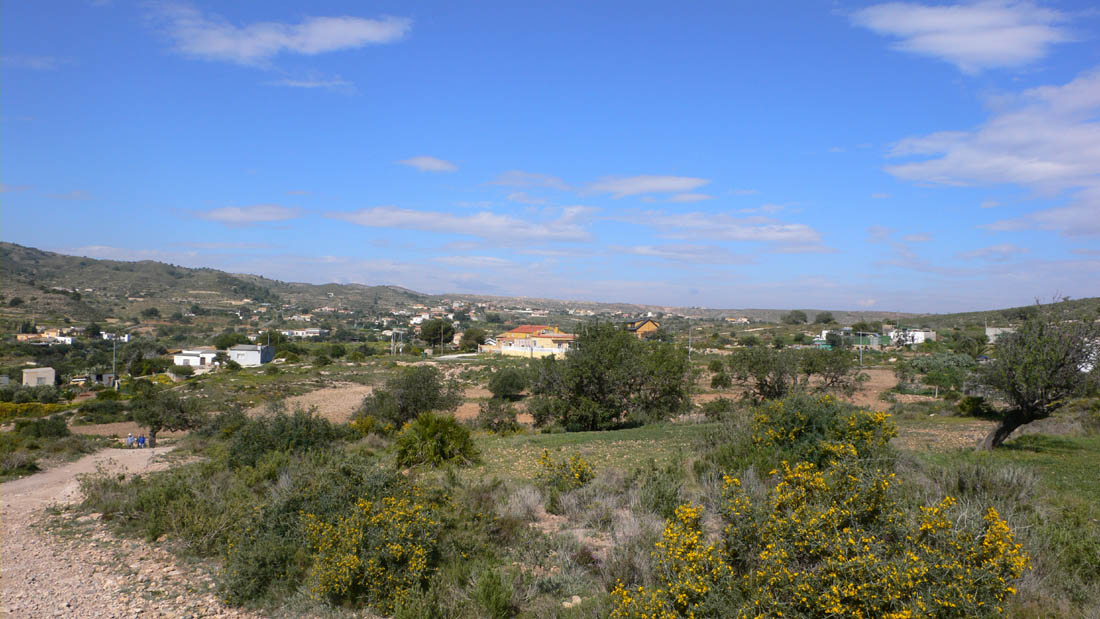
Vista general de Galifa desde las Escarihuelas.

A unos 9 km al oeste de la ciudad de Cartagena, a cuyo término municipal pertenece, se encuentra la población de Galifa en la comunidad autónoma de Murcia en España. Localizada en la carretera que conduce a El Portús dentro de la diputación de Perín. 
El pueblo se encuentra dentro del parque natural de la Sierra de la Muela, Cabo Tiñoso y Roldán, un espacio protegido de gran valor ecológico.

## Demografía
Según el censo municipal de 2008 la población de Galifa ascendía a 247 habitantes, de los cuales 25 eran extranjeros. 

## Festividades
Las fiestas populares de Galifa se celebran del 29 de junio al 16 de julio, fecha esta última en la que se celebra la festividad de la Virgen del Carmen y se organiza una romería con la imagen de la Virgen hasta la ermita de La Muela.

## Transporte y comunicaciones

### En autobús
Las siguientes líneas urbanas de ALSA (TUCARSA) prestan servicio a la localidad:
Para ver la página de cada línea, haga clic en su identificador.
| Línea | Recorrido                                |
| ----- | ---------------------------------------- |
| 4     | Espacio Mediterráneo - Canteras / Galifa |
| 12    | Bus Playa                                |